# Liga dos Campeões da OFC de 2008–09
A Liga dos Campeões da Oceania foi a 8ª edição do o principal torneio entre times do continente, deu direito ao campeão de disputar o Copa do Mundo de Clubes da FIFA de 2009.

## Fase de Grupos
|  | Equipes classificadas as finais |  | Equipes eliminadas |

### Grupo A
| Pos | Time             | Pts | J | V | E | D | GP | GC | SG  |
| --- | ---------------- | --- | - | - | - | - | -- | -- | --- |
| 1   | Auckland City    | 10  | 4 | 3 | 1 | 0 | 15 | 4  | +11 |
| 2   | Waitakere United | 7   | 4 | 2 | 1 | 1 | 9  | 7  | +2  |
| 3   | Port Vila Sharks | 0   | 4 | 0 | 0 | 4 | 3  | 16 | -13 |

Todas as partidas estão no horário de Brasília (UTC-3).
| 1 de Novembro de 2008 23:00 UTC-3 | Auckland City  | 2 – 2 | Waitakere United        | Kiwitea Street, Auckland Público: 1.200 Árbitro: Peter O'Leary |
|                                   | Jordan 45' 50' |       | Totori 21' · Seaman 73' |                                                                |

| 22 de Novembro de 2008 1:00 UTC-3 | Waitakere United             | 3 – 0 | Port Vila Sharks | Douglas Field, Henderson Público: 400 Árbitro: Norbert Hauata |
|                                   | Seaman 21' · Krishna 28' 34' |       |                  |                                                               |

| 13 de Dezembro de 2008 1:00 UTC-3 | Port Vila Sharks | 0 – 2 | Auckland City                   | Municipal Stadium, Port Vila Público: 2.000 Árbitro: Jimmy Wright |
|                                   |                  |       | Fedy Vava 8' (GC) · Urlovic 70' |                                                                   |

| 13 de fevereiro de 2009 23:00 UTC-3 | Auckland City                                                                          | 8 – 1 | Port Vila Sharks        | Kiwitea Street, Auckland Público: Árbitro: Averii Jacques |
|                                     | Urlovic 9' 71' · Chad Coombes 22' 47' 77' · Milos Nikolic 30' 81' · Alex Feneridis 59' |       | Alex Feneridis 40' (GC) |                                                           |

| 7 de Março de 2009 2:00 UTC-3 | Port Vila Sharks                      | 2 – 3 | Waitakere United                                       | Municipal Stadium, Port Vila Público: 2.000 Árbitro: Rakesh Varman |
|                               | Moise Poida 17' · Francois Sakama 57' |       | Christopher Bale 10' · Paul Seaman 54' · Danny Hay 75' |                                                                    |

| 5 de Abril de 2009 2:00 UTC-3 | Waitakere United | 1 – 3 | Auckland City                                         | Douglas Field, Henderson Público: 2.500 Árbitro: Kevin Stoltenkamp |
|                               | Roy Krishna 83'  |       | Matt Friel 68' · Keryn Jordan 75' · Adam McGeorge 79' |                                                                    |

### Grupo B
| Pos | Time          | Pts | J | V | E | D | GP | GC | SG |
| --- | ------------- | --- | - | - | - | - | -- | -- | -- |
| 1   | Koloale       | 7   | 4 | 2 | 1 | 1 | 4  | 2  | +2 |
| 2   | Hekari United | 6   | 4 | 2 | 0 | 2 | 6  | 6  | 0  |
| 3   | Ba            | 4   | 4 | 1 | 1 | 2 | 3  | 5  | -2 |

Todas as partidas estão no horário de Brasília (UTC-3).
| 2 de Novembro de 2008 00:00 UTC-3 | Ba | 0 – 0 | Koloale | Govind Park, Ba Público: 2.000 Árbitro: Lencie Fred |
|                                   |    |       |         |                                                     |

| 22 de Novembro de 2008 1:00 UTC-3 | Koloale                                                 | 3 – 1 | Hekari United    | Lawson Tama Stadium, Honiara Público: 10.000 Árbitro: Michael Hester |
|                                   | Richard Anisua 37' · Nicholas Muri 39' · Joses Nawo 77' |       | Abraham Iniga 9' |                                                                      |

| 13 de Dezembro de 2008 1:00 UTC-3 | Hekari United    | 1 – 2 | Ba                                       | Port Moresby Rugby League Stadium, Port Moresby Público: 8.000 Árbitro: Chris Beath |
|                                   | Abraham Iniga 1' |       | Osea Vakatalesau 6' · Maciu Dunadamu 84' |                                                                                     |

| 14 de Fevereiro de 2009 00:00 UTC-3 | Ba                   | 1 – 3 | Hekari United                                         | Govind Park, Ba Público: 5.000 Árbitro: Peter O'Leary |
|                                     | Osea Vakatalesau 58' |       | Kema Jack 17' · Joachim Waroi 34' · Benjamin Mela 37' |                                                       |

| 7 de Março de 2009 1:00 UTC-3 | Hekari United | 1 – 0 | Koloale | Port Moresby Rugby League Stadium, Port Moresby Público: 5.000 Árbitro: Strebre Delovski |
|                               | Kema Jack 35' |       |         |                                                                                          |

| 28 de Março de 2009 2:00 UTC-3 | Koloale  | 1 – 0 | Ba | Lawson Tama Stadium, Honiara Público: 10.000 Árbitro: |
|                                | Muri 34' |       |    |                                                       |

## Final
| 26 de Abril de 2009 1:00 UTC-3 | Koloale                | 2 – 7     | Auckland City                                                                                          | Lawson Tama Stadium, Honiara Público: 20.000 Árbitro: Steve Delovski |
|                                | Richard Anisua 10' 72' | Relatório | Matt Williams 23' · Lee Ki-hyung 39' · Paul Urlovic 40' · Ivan Vicelich 58' · Keryn Jordan 65' 77' 86' |                                                                      |

| 3 de Maio de 2009 00:00 UTC-3 | Auckland City                        | 2 – 2     | Koloale                              | Kiwitea Street, Auckland Público: 1.250 Árbitro: Norbert Hauata |
|                               | Keryn Jordan 56' (Pênalti), Pen' 58' | Relatório | Henry Fa’arodo 40' · Lency Saeni 60' |                                                                 |

| Liga dos Campeões da Oceania 2009      |
| -------------------------------------- |
| AUCKLAND CITY Campeão (Segundo título) |